# Jezici Laosa
4,574,848 stanovnika (1995, popis). Populacija slijepih: 10,000 (1982 WCE). Broj individualnih jezika iznosi 84, od kojih su svi živi. Službeni (*) jezik lao.
- Aheu jezik [thm] 1,770  (2000).
- Akeu jezik [aeu] 1,000  (1996).
- Akha jezik [ahk] 66,100 (Bradley 2007).
- Alak jezik [alk] 4,000 (Bradley 2007).
- Arem jezik [aem] 20. Etničkih: 500 (1995).
- Bit jezik [bgk] 1,530  (1985 F. Proschan).
- Bo jezik [bgl] 2,950 (2000).
- Bru, Eastern [bru] 69,000  (1999).
- Chepya [ycp]
- Chut [scb] 450 (1995 popis).
- Con [cno] 1,000 (Wurm and Hattori 1981).
- Halang Doan [hld] 2,350 (2000).
- Hani [hni] 1,120  (1995).
- Hmong Daw [mww] 170,000 (1995 popis).
- Hmong Njua [hnj] 100,000  (Hattaway 2000).
- Hung [hnu] 2,000 (Ferlus 1996).
- Ir [irr] 4,420 (2000).
- Iu Mien [ium] 20,300 (2000).
- Jeh [jeh] 8,010 (1995 popis).
- Jeng [jeg] 7,320 (2000).
- Kaduo [ktp] 5,000  (Wurm and Hattori 1981).
- Kang [kyp] 47,600 (1995 popis).
- Kasseng [kgc] 1,200 (2000 D. Bradley).
- Kataang [kgd] 107,000 (2000).
- Katu, Western [kuf] 14,700 (1998).
- Khlor [llo] 6,000 (Wurm and Hattori 1981).
- Khmu [kjg] 390,000  (1985 F. Proschan).
- Khua [xhv] 2,000 (1981).
- Khuen [khf] 8,000 (1995 L. Chazee).
- Kim Mun [mji] 4,500  (1995 L. Chazee).
- Kiorr jezik [xko] 2,360 (1985 F. Proschan).
- Kuan jezik [uan] 2,500 (1995 popis).
- Kuy [kdt] 51,200  (2000).
- Lahu [lhu] 8,700  (1995 popis).
- Lahu Shi [lhi] 3,000  (2007).
- Lamet [lbn] 16,700  (1995 popis).
- lao jezik [lao]* 3,000.000 (1991 UBS).
- Laos Sign Language [lso]
- Lave jezik [brb] 12,800  (1984).
- Laven [lbo] 40,500  (1995 popis).
- Lü [khb] 134,000  (2000).
- Mal [mlf] 23,200  (1995 popis).
- Maleng [pkt] 800  (Ferlus 1996).
- Mlabri [mra] 24  (1985 F. Proschan).
- Ngeq [ngt] 12,200 (1995 popis).
- Nung [nut] nešto u Laosu.
- Nyaheun [nev] 5,150 (1995 popis).
- O’du [tyh] 190  (Proschan 1996).
- Ong [oog] 10,300 (2000).
- Oy [oyb] 14,900 (1995 popis).
- Pacoh jezik [pac] 13,200  (1995 popis).
- Phana’ jezik [phq] 350 (1995 popis).
- Phong-Kniang [pnx] 1,000 (Wurm and Hattori 1981).
- Phu Thai [pht] 154,000  (Johnstone and Mandryk 2001).
- Phuan [phu] 106,000  (2000).
- Phunoi [pho] 35,600  (1995 popis).
- Prai [prt] 15,000  (1995 popis).
- Pu Ko [puk] 2 sela.
- Puoc [puo] 2,160 (1985 F. Proschan).
- Rien [rie] 5,280 (2000).
- Saek jezik [skb] 14,000  (Diller 1990).
- Salang [hal] 4,000.
- Samtao [stu]
- Sapuan [spu] 2,400 (1981).
- Sila [slt] 1,770  (1995 popis).
- Sô jezik [sss] 102,000  (1993).
- Sok [skk] 1,600 (1981).
- Sou [sqq] 2,360 (2000).
- Tai Daeng [tyr] 25,000  (1991).
- Tai Dam [blt] 50,000  (1995).
- Tai Dón [twh] 200,000 (1995 popis).
- Tai Loi [tlq] 500  (1995 popis).
- Tai Long [thi] 4,800 (2004).
- Tai Mène [tmp] 7,200 (1995 popis).
- Tai Nüa [tdd] 35,000  (1995 L. Chazee).
- Tai Pao [tpo] 3,300 (1995 popis).
- Talieng [tdf] 23,100 (1995 popis).
- Ta’oih, Lower [tto] 15,800 (2000).
- Ta’oih, Upper [tth] 30,900  (1995 popis).
- Tareng [tgr] 5,000 (Wurm and Hattori 1981).
- Tay Khang [tnu] 200.
- Thai, Northern [nod] 9,400 (2000).
- The [thx] 2,920 (2000).
- Yoy jezik [yoy] 1,000 (1995 popis).[1]

## Vanjske poveznice
- Ethnologue (14th)
- Ethnologue (15th)